# .lv
.lv ist die länderspezifische Top-Level-Domain (ccTLD) des Staates Lettland. Sie wurde am 29. April 1993 eingeführt und wird seitdem von der Fakultät für Netzwerktechnologien (Department of Network Solutions) an der Universität Lettlands organisatorisch und technisch betreut.

## Eigenschaften
Eine .lv-Domain darf zwischen drei und 63 Zeichen lang sein, wobei internationalisierte Domainnamen unterstützt werden. Die Bestellung ist für jede natürliche oder juristische Person ohne besondere Einschränkungen möglich, insbesondere sind kein Wohnsitz beziehungsweise keine Niederlassung im Land notwendig. Interessenten sind angehalten, Domains nur auf zweiter Ebene zu registrieren, auch wenn Adressen unterhalb der Endungen .com.lv oder .net.lv aus historischen Gründen weiter unterstützt werden. Insgesamt existieren noch neun solcher generischer Second-Level-Domains. Adressen unterhalb von .id.lv (für individual, das heißt Einzelpersonen) sind sogar kostenlos.
Im Jahr 2009 wurde unter der Bezeichnung NIC24 ein neues System eingeführt, das die Bestellung von .lv-Domains durch Registrare deutlich vereinfacht hat und von Experten damals als vergleichsweise innovativ bezeichnet wurde. Seit einiger Zeit unterstützt die Vergabestelle außerdem das Extensible Provisioning Protocol, mit dem Objekte automatisiert in der Datenbank der Network Information Centers abgelegt werden können. Im Fall von Streitigkeiten um eine .lv-Domain können diese durch Anwendung einer offiziellen Richtlinie gelöst werden, die sich an der Uniform Domain Name Resolution Policy der ICANN orientiert.

## Bedeutung
Beim Handel mit Domains über Sedo und andere Plattformen spielt .lv eine untergeordnete Rolle. Die teuerste jemals verkaufte .lv-Domain war business.lv, die im Jahr 2007 für 3.000 Euro den Inhaber gewechselt hat.